# De Zeven van Brussel
De Zeven van Brussel is een stripverhaal uit de reeks van De Rode Ridder. Het is geschreven door Martin Lodewijk en getekend door Claus Scholz.